# Azas
Azas är en kommun i departementet Haute-Garonne i regionen Occitanien i södra Frankrike. Kommunen ligger i kantonen Montastruc-la-Conseillère som tillhör arrondissementet Toulouse. År 2022 hade Azas 670 invånare.

## Befolkningsutveckling
Antalet invånare i kommunen Azas
Referens:INSEE